# Pico Los Nevados
El Pico Los Nevados, también llamado Pico los Caracoles, es un prominente pico de montaña ubicado en el páramo de Mifafí de la Sierra La Culata en el Estado Mérida. A una altitud de 4.700 m s. n. m. el Pico Los Nevados es una de las montañas más altas en Venezuela. El campamento base más usado para el ascenso es en el valle de Mifafí, al pie de la montaña.

## Ubicación
El Pico Los Nevados se encuentra en el valle de Mifafí, a pocos kilómetros de Pico El Águila, y no muy lejos de los caseríos Casa de Gobierno y Mesa Redonda, a los cuales se acceden por la carretera Trasandina.

## Ascenso
Como es el caso del ascenso a cada montaña venezolana, es requerido obtener permiso del Instituto Nacional de Parques. Aun cuando existe una oficina del Instituto «Inparques» en Mifafí, puede que no sea el autorizado para dar permisos de ascenso a Los Nevados. Antes de subir al Pico Los Nevados es prudente obtener el permiso en el centro principal de Inparques de la ciudad de Mérida.
El Pico Los Nevados es una de las montañas más escaladas de Mérida debido a su accesibilidad y rápido ascenso. Por lo general se sube durante la estación seca: de octubre a marzo. El acceso principal es a través del Valle de Mifafí a la altura de la Estación Biológica de Repoblación y Conservación de Cóndores Andinos, a 4125 m s. n. m. Este punto es relativamente aislado pero muy transitado por la actividad biológica relacionada al cóndor andino y lo cercano al contacto humano con el impactante ave. En este punto es posible rentar guías que conducen a breves paseos por el páramo andino de Mifafí sobre mulas o a caballo.

### Campamento Base
Desde la Reserva del Cóndor se sigue un amplio camino de tierra suave en dirección al punto conocido como “cerro el Domo”, que es un elevado rocoso a orilla del camino y a unas tres horas a pie en dirección al Alto de Mifafí. Este es un sitio frecuente de acampamento para alpinistas de poca experiencia y no aclimatados a la altura o que bien hayan comenzado la ruta a una hora muy tarde. Desde “el Domo” se sigue otras 3 horas de camino hasta el campamento base, llamado también “base del Piedras Blancas” en el alto de Mifafí. El Pico Piedras Blancas está ubicado al este del campamento Base y es el pico más alto del páramo.
Dos puntos de referencia de una ruta exitosa son unas ruinas de una muralla de piedras y una laguna ambas en la base de Piedras Blancas. El ascenso a Los Nevados se hace rodeando la laguna a orillas de un pequeño río ubicado entre Los Nevados y su vecino al sur, el Pico El Buitre.